# Clistoconcha insignis
Clistoconcha insignis is een tweekleppigensoort uit de familie van de Clistoconchidae. De wetenschappelijke naam van de soort is voor het eerst geldig gepubliceerd in 1910 door E. A. Smith.